# Coll de la Moixa
|  | Aquest article tracta sobre la collada del Serrat de la Sella. Vegeu-ne altres significats a «Moixa (desambiguació)». |

El Coll de la Moixa (o Collada de la Moixa) és una collada situada a 1.727,3 m. d'altitud entre el serrat de la Sella i la serra del Verd. Comunica els termes municipals de la Coma i la Pedra, del Solsonès, i de Josa i Tuixén, de l'Alt Urgell, mitjançant un corriol.